# Cephalopholis
Cephalopholis is een geslacht van straalvinnige vissen uit de familie van zaag- of zeebaarzen (Serranidae). Het geslacht is beschreven in 1801 door Schneider.

## Soorten
- Cephalopholis aitha Randall & Heemstra, 1991
- Cephalopholis argus Bloch & Schneider, 1801
- Cephalopholis aurantia (Valenciennes in Cuvier & Valenciennes, 1828)
- Cephalopholis boenak (Bloch, 1790)
- Cephalopholis cruentata Lacépède, 1802 – Bloedrode juweelbaars
- Cephalopholis cyanostigma (Valenciennes, 1828)
- Cephalopholis formosa (Shaw in Shaw & Nodder, 1812)
- Cephalopholis fulva (Linnaeus, 1758)
- Cephalopholis hemistiktos (Rüppell, 1830) – Rodezeetandbaars
- Cephalopholis igarashiensis Katayama, 1957
- Cephalopholis leopardus (Lacepède, 1801)
- Cephalopholis microprion (Bleeker, 1852)
- Cephalopholis miniata (Forsskål, 1775) – Rode koraalbaars
- Cephalopholis oligosticta Randall & Ben-Tuvia, 1983
- Cephalopholis pachycentron (Valenciennes in Cuvier & Valenciennes, 1828)
- Cephalopholis panamensis (Steindachner, 1877)
- Cephalopholis polleni (Bleeker, 1868)
- Cephalopholis polyspila Randall & Satapoomin, 2000
- Cephalopholis sexmaculata (Rüppell, 1830)
- Cephalopholis sonnerati (Valenciennes in Cuvier & Valenciennes, 1828)
- Cephalopholis spiloparaea (Valenciennes in Cuvier & Valenciennes, 1828)
- Cephalopholis taeniops (Valenciennes, 1828)
- Cephalopholis urodelus (Forster, 1801)
- Cephalopholis urodeta (Forster in Bloch & Schneider, 1801)